# Visconde de Alte
Visconde de Alte é um título nobiliárquico criado por D. Maria II de Portugal, por Decreto de 26 de Novembro de 1851 e Carta de 16 de Fevereiro de 1853, em favor de João Carlos da Franca e Horta Teles Machado, depois 1.º Conde de Alte.
Titulares
1. João Carlos da Franca e Horta Teles Machado, 1.º Visconde e 1.º Conde de Alte;
2. José Francisco da Franca e Horta Teles Machado, 2.º Visconde de Alte;
3. António da Franca de Mello de Horta Machado, 3.º Visconde de Alte;
4. Joaquim Augusto Maria de Mello da Franca de Horta Machado, 4.º Visconde de Alte.[2]